# Universe (EP)
Albums de EXO
EXO PLANET #3 - THE EXO'rDIUMdot in Seoul
(2017) Countdown
(2018)
Singles
1. Universe
Sortie : 26 décembre 2017

Universe est le sixième EP du boys band sud-coréano-chinois EXO, sorti le 26 décembre 2017 sous SM Entertainment et distribué par Genie Music. C'est le quatrième mini-album ayant pour thème Noël.

## Contexte et sortie
Le 23 novembre 2017, SM Entertainment a confirmé la sortie de leur nouvel mini-album d'hiver dont la date de sortie est prévue pour le 21 décembre. Le 14 décembre, une image teaser animée a été mise en ligne. De plus, il a été révélé que le mini-album serait intitulé « Universe ». Sa chanson-phare devrait avoir le même nom et serait une ballade rock. Six autres chansons aux styles musicaux divers figureront également sur l’opus. Le lendemain, l'agence du groupe a publié les premiers teasers pour préparer leur futur retour. Initialement prévu pour le 21 décembre, la date de sortie du mini-album a finalement été repoussé au 26 décembre à la suite du décès tragique du chanteur Kim Jong-hyun, membre de SHINee,. L'EP et les clips de sa chanson-titre ont été publiées simultanément.

## Promotion
EXO a interprété pour la première fois "Universe" lors de l'émission spéciale MBC Gayo Daejejeon le 31 décembre.

## Accueil
Lors de sa sortie, Universe a été salué par les fans pour l'utilisation de pronoms neutres tels que "moi" et "vous" au lieu de "il" et "elle" dans les paroles.

### Succès commercial
Le mini-album a pris la tête du Gaon Album Chart et la deuxième place sur le Billboard World Albums Chart.

## Liste des titres
| Universe | Universe                                             | Universe              | Universe                                                            | Universe | Universe | Universe | Universe | Universe | Universe |
| No       | Titre                                                | Auteur                | Producteur(s)                                                       | Durée    |          |          |          |          |          |
| -------- | ---------------------------------------------------- | --------------------- | ------------------------------------------------------------------- | -------- | -------- | -------- | -------- | -------- | -------- |
| 1.       | Universe                                             | Yoon Sa-ra            | Hyuk Shin, MRey (Joombas), JJ Evans (Joombas), Jeff Lewis           | 04:24    |          |          |          |          |          |
| 2.       | 为心导航 (Universe)                                  | Xiaohan               | Hyuk Shin, MRey (Joombas), JJ Evans (Joombas), Jeff Lewis           | 04:24    |          |          |          |          |          |
| 3.       | 지나갈 테니 (Been Through)                           | Park Ji-hee, JQ       | Mike Woods, Kevin White, Brandyn Burnette, Molly Moore, MZMC, Heavy | 03:38    |          |          |          |          |          |
| 4.       | Stay                                                 | JQ, Lee Ji Hye, Sik-K | Cathy Dennis, Robert Gerongco, Samuel Gerongco, Terence Lam         | 03:50    |          |          |          |          |          |
| 5.       | Fall                                                 | JQ, Mola, MQ          | Mike Woods, Kevin White, Andrew Bazzi, MZMC                         | 03:27    |          |          |          |          |          |
| 6.       | Good Night                                           | Hyun Ji-won, JQ       | Mike Woods, Kevin White, Micah Powell, MZMC                         | 03:31    |          |          |          |          |          |
| 7.       | Lights Out (chanté par D.O., Suho, Chen et Baekhyun) | Chen                  | Bane Scott, Ryu, Andrew "fiction." Holyfield, Jason "Arner" Housman | 03:06    |          |          |          |          |          |
| 8.       | Universe (CD Version)                                | Yoon Sa-ra            | Hyuk Shin, MRey (Joombas), JJ Evans (Joombas), Jeff Lewis           | 04:24    |          |          |          |          |          |
| 30:45    |                                                      |                       |                                                                     |          |          |          |          |          |          |

## Classements

### Classements hebdomadaires
| Classements                           | Meilleure position |
| ------------------------------------- | ------------------ |
| South Korea (Gaon)                    | 1                  |
| US World Albums (Billboard)           | 2                  |
| US Independent Albums (Billboard)     | 26                 |
| French Download Albums (SNEP)         | 73                 |
| New Zealand Heatseekers Albums (RMNZ) | 8                  |
| Japan Hot Albums (Billboard Japan)    | 20                 |
| Japanese Albums (Oricon)              | 8                  |
| Japanese Western Albums (Oricon)      | 1                  |

### Classement mensuel
| Classement         | Meilleure position |
| ------------------ | ------------------ |
| South Korea (Gaon) | 1                  |

### Classement annuel
| Classement         | Meilleure position |
| ------------------ | ------------------ |
| South Korea (Gaon) | 6                  |

## Ventes
| Pays               | Ventes  |
| ------------------ | ------- |
| South Korea (Gaon) | 547 943 |
| China (Xiami)      | 199 204 |
| Japan (Oricon)     | 20 917  |

## Prix et nominations
| Année | Prix                    | Travail nommé | Titre                                    | Résultat   |
| ----- | ----------------------- | ------------- | ---------------------------------------- | ---------- |
| 2018  | Gaon Chart Music Awards | Universe      | Song of the Year (Digital) - December    | Nomination |
| 2018  | Gaon Chart Music Awards | Universe      | Artist of the Year (Album) - 4th Quarter | Nomination |
| 2018  | MelOn Music Awards      | Universe      | Album of the Year                        | Nomination |
| 2019  | Golden Disk Awards      | Universe      | Digital Bonsang                          | Nomination |

### Programme de classements musicaux
| Chanson    | Programme              | Date            |
| ---------- | ---------------------- | --------------- |
| "Universe" | Music Bank (KBS)       | 5 janvier 2018  |
| "Universe" | Music Bank (KBS)       | 12 janvier 2018 |
| "Universe" | Show! Music Core (MBC) | 6 janvier 2018  |

## Historique de sortie
| Pays         | Date             | Format                   | Label                         |
| ------------ | ---------------- | ------------------------ | ----------------------------- |
| Corée du Sud | 26 décembre 2017 | CD, téléchargement légal | SM Entertainment, Genie Music |
| Monde entier | 26 décembre 2017 | Téléchargement légal     | SM Entertainment              |